# 熊林保奈美
熊林 保奈美（くまばやし ほなみ、1992年〈平成4年〉10月4日 - ）は、日本の女性モデル、レースクイーン。北海道旭川市出身。

## 来歴
2016年、「ミス・ブライダルモデルグランプリ」北海道大会に出場し、最優秀スチール賞を受賞。2017年4月28日、ミス・アース・ジャパン北海道大会に出場し、第3位に当たる“ミス・ウォーター北海道”を受賞。翌2018年1月にはミス・ユニバース・ジャパン北海道大会に出場。グランプリは獲れなかったものの、“Miss Beauty Skin”に選ばれた。
2018年2月、Web De☆View（オリコン）で見つけたレースクイーンオーディションに応募したのを機に上京。同年のスーパー耐久「DOME RACING フロンティアキューティーズ」の一員となりレースクイーンデビューを飾る。「MOTOR GAMES」のサポートガールズ（イメージガール）としての活動もあった。
2019年は「NILZZ RACING フロンティアキューティーズ」で念願のSUPER GTレースクイーンになった他、D1グランプリで「TEAM VERTEX」のレースクイーンも務めた。2020年と2021年は埼玉トヨペット Green Braveのレースクイーンとして、SUPER GT、スーパー耐久、86/BRZレースの3カテゴリーで活動する。

## 人物
- 趣味は音楽鑑賞、旅行、ドライブ。特技はバドミントン、そしゃく音で何を食べているか当てる[3]。
- 2019年10月現在も事務所に属せずフリーランスで活動している[2]。

## 活動

### レースクイーン
| 年     | カテゴリー                         | チーム名                                                  | 他メンバー                                   |
| ------ | ---------------------------------- | --------------------------------------------------------- | -------------------------------------------- |
| 2018年 | スーパー耐久                       | DOME RACING 「フロンティアキューティーズ」                | 朝比奈果歩、杉原あやの、aym、望月まこと      |
| 2019年 | SUPER GT                           | NILZZ RACING 「フロンティアキューティーズ」               | 薄井美樹、朝比奈果歩、加藤恵里奈、白崎つかさ |
| 2019年 | D1グランプリ                       | TEAM VERTEX レースクイーン                                | 小野さゆり、長谷川真希                       |
| 2020年 | SUPER GT スーパー耐久 86/BRZレース | 埼玉トヨペット Green Brave 「埼玉トヨペットサポーターズ」 | 藤間すず、鳴戸蘭世                           |
| 2021年 | SUPER GT スーパー耐久 86/BRZレース | 埼玉トヨペット Green Brave 「埼玉トヨペットサポーターズ」 | 兎咲香                                       |

### イベントコンパニオン
- CP+ ハクバブースコンパニオン（2018年・2019年）[13]
- MOTOR GAMES 2018 サポートガールズ（2018年）[注 3]
- 東京オートサロン
  - 「VERTEX×WILLCOM」ブースコンパニオン（2019年）[14]
  - 「GENDAI」ブースコンパニオン（2020年）[15]

### 広告
- クリーニング店「クリーンスター」CM（2017年）[16]
- ユニリーバ・ジャパン「Dove ボタニカルセレクション」イメージモデル（2018年）[17]
- 北海道キロロリゾート、トマムリゾートPRモデル（2018年）[18]

## 受賞歴
- ミスブライダルモデルグランプリ2016全国大会 北海道代表 最優秀スチール賞受賞[2][19]
- 2017 ミス・アース・ジャパン北海道「ミス・ウォーター北海道」[1]
- 2018 ミス・ユニバース・ジャパン北海道大会ファイナリスト[19][6]